# Frankfort (Kansas)
Frankfort é uma cidade localizada no estado americano de Kansas, no Condado de Marshall.

## Demografia
Segundo o censo americano de 2000, a sua população era de 855 habitantes.
Em 2006, foi estimada uma população de 790, um decréscimo de 65 (-7.6%).

## Geografia
De acordo com o United States Census Bureau tem uma área de
2,6 km², dos quais 2,6 km² cobertos por terra e 0,0 km² cobertos por água. Frankfort localiza-se a aproximadamente 353 m acima do nível do mar.

## Localidades na vizinhança
O diagrama seguinte representa as localidades num raio de 24 km ao redor de Frankfort.